# Liste des députés de la 30e législature irlandaise

Cet article liste les députés (Teachta Dála) de la 30e législature irlandaise (Dáil Éireann), de 2007 à 2011.

## Coalition gouvernementale

### Fianna Fáil
- Bertie Ahern
- Dermot Ahern
- Michael Ahern
- Noel Ahern
- Barry Andrews
- Chris Andrews
- Seán Ardagh
- Bobby Aylward
- Joe Behan
- Niall Blaney
- Áine Brady
- Cyprian Brady
- Johnny Brady
- Séamus Brennan
- John Browne
- Thomas Byrne
- Dara Calleary
- Pat Carey
- Niall Collins
- Margaret Conlon
- Seán Connick
- Mary Coughlan
- Brian Cowen
- John Cregan
- Martin Cullen
- John Curran
- Noel Dempsey
- Jimmy Devins
- Timmy Dooley
- Frank Fahey
- Michael Finneran
- Michael Fitzpatrick
- Seán Fleming
- Pat the Cope Gallagher
- Mary Hanafin
- Seán Haughey
- Máire Hoctor
- Billy Kelleher
- Peter Kelly
- Brendan Kenneally
- Michael Kennedy
- Tony Killeen
- Séamus Kirk
- Michael Kitt
- Tom Kitt
- Brian Lenihan, Jnr
- Conor Lenihan
- Micheál Martin
- Jim McDaid
- Tom McEllistrim
- Mattie McGrath
- Michael McGrath
- John McGuinness
- Martin Mansergh
- John Moloney
- Michael Moynihan
- Michael Mulcahy
- M. J. Nolan
- Darragh O'Brien
- Éamon Ó Cuív
- Charlie O'Connor
- Willie O'Dea
- John O'Donoghue
- Seán Ó Fearghaíl
- Noel O'Flynn
- Batt O'Keeffe
- Ned O'Keeffe
- Mary O'Rourke
- Christy O'Sullivan
- Peter Power
- Seán Power
- Dick Roche
- Eamon Scanlon
- Brendan Smith
- Noel Treacy
- Mary Wallace
- Michael Woods

### Parti vert
- Ciarán Cuffe
- Paul Gogarty
- John Gormley
- Eamon Ryan
- Trevor Sargent
- Mary White

### Démocrates progressistes
- Noel Grealish
- Mary Harney

## Opposition

### Fine Gael
- Bernard Allen
- James Bannon
- Seán Barrett
- Pat Breen
- Richard Bruton
- Ulick Burke
- Catherine Byrne
- Joe Carey
- Deirdre Clune
- Paul Connaughton
- Noel Coonan
- Simon Coveney
- Seymour Crawford
- Michael Creed
- Lucinda Creighton
- Michael W. D'Arcy
- John Deasy
- Jimmy Deenihan
- Andrew Doyle
- Bernard Durkan
- Damien English
- Olwyn Enright
- Frank Feighan
- Charles Flanagan
- Terence Flanagan
- Brian Hayes
- Tom Hayes
- Phil Hogan
- Paul Kehoe
- Enda Kenny
- Pádraic McCormack
- Shane McEntee
- Dinny McGinley
- Joe McHugh
- Olivia Mitchell
- Denis Naughten
- Dan Neville
- Michael Noonan
- Kieran O'Donnell
- Fergus O'Dowd
- Jim O'Keeffe
- John O'Mahony
- John Perry
- James Reilly
- Michael Ring
- Alan Shatter
- Tom Sheahan
- P. J. Sheehan
- David Stanton
- Billy Timmins
- Leo Varadkar

### Parti travailliste
- Tommy Broughan
- Joan Burton
- Joe Costello
- Eamon Gilmore
- Michael D. Higgins
- Brendan Howlin
- Ciarán Lynch
- Kathleen Lynch
- Liz McManus
- Brian O'Shea
- Jan O'Sullivan
- Willie Penrose
- Ruairi Quinn
- Pat Rabbitte
- Seán Sherlock
- Róisín Shortall
- Emmet Stagg
- Joanna Tuffy
- Mary Upton
- Jack Wall

### Sinn Féin
- Martin Ferris
- Arthur Morgan
- Caoimhghín Ó Caoláin
- Aengus Ó Snodaigh

### Indépendants
- Beverley Flynn
- Tony Gregory
- Jackie Healy-Rae
- Michael Lowry
- Finian McGrath